# Jair Marrufo
Jair Marrufo (El Paso, 7 de junho de 1977) é uma árbitro de futebol dos Estados Unidos. É árbitro da Major League Soccer desde 2002 e da FIFA desde 2007. Seu pai, Antonio Marrufo era um árbitro da FIFA no México. Marrufo fala fluentemente Inglês e Espanhol.
Ele está na lista dos 38 árbitros que potencialmente poderão ir a Copa do Mundo de 2010.